# Kerstin Frank

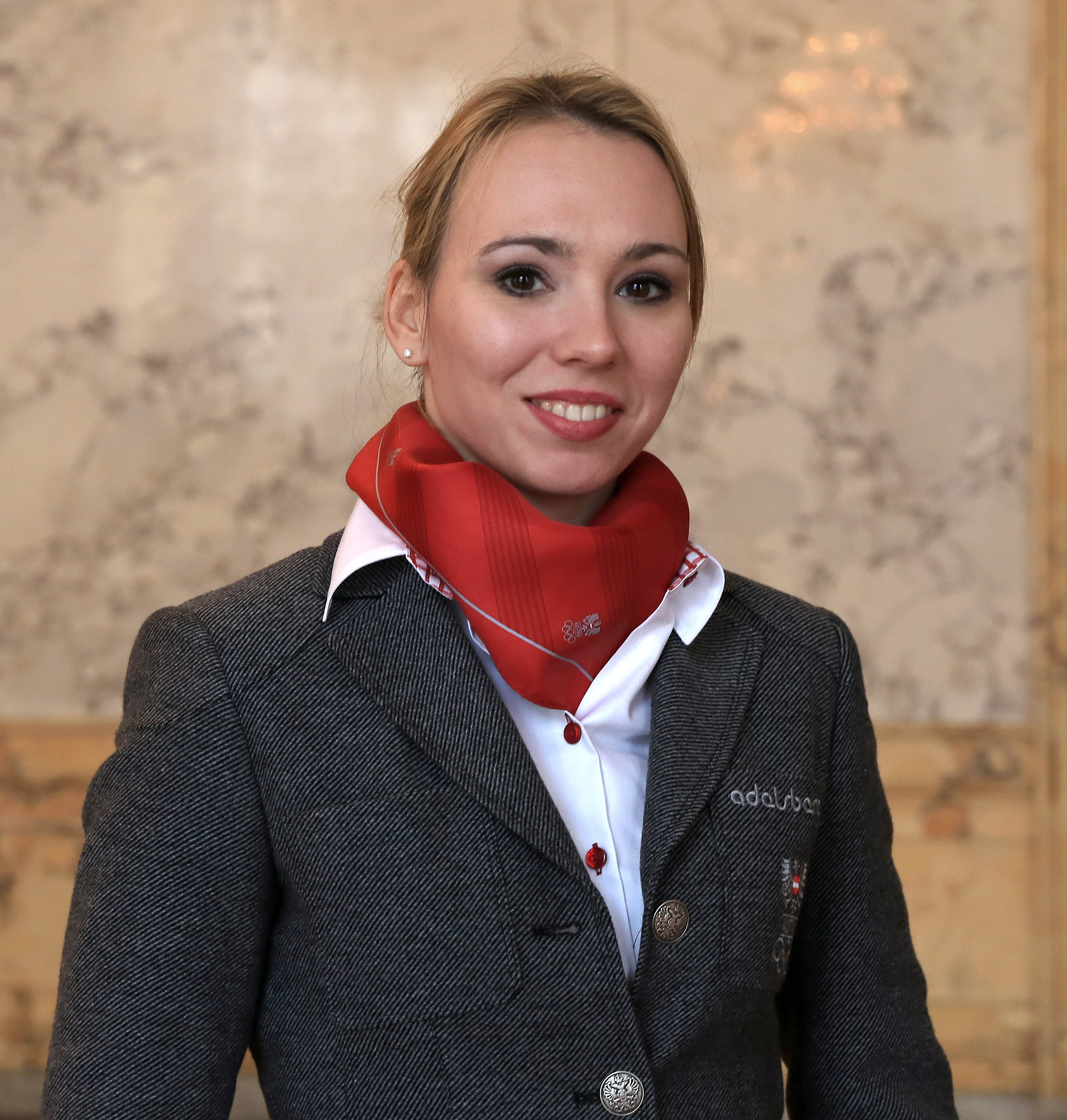
Kerstin Frank vor den Olympischen Winterspielen 2014

Kerstin Frank (* 23. Oktober 1988 in Wien) ist eine österreichische Eiskunstläuferin.
Frank begann 1998 mit dem Eiskunstlaufen, davor war sie im Rollkunstlauf aktiv. Sie wird von der ehemaligen österreichischen Staatsmeisterin Sonja Harand (vormals Balun) trainiert. Frank ist sechsfache österreichische Staatsmeisterin. 2013 belegte sie bei der Europameisterschaft in Zagreb Platz zwölf. Mit Platz 9 bei der Nebelhorn Trophy im September 2013 in Oberstdorf schaffte sie die Qualifikation für die Olympischen Winterspiele 2014 in Sotschi. Dort schied sie nach Kurzprogramm als 26. mit 48,00 Punkten aus und konnte damit nicht im Finale der Kür auflaufen.
Im August 2018 gab Kerstin Frank via Facebook das Ende ihrer aktiven Wettbewerbs-Karriere als Eiskunstläuferin bekannt. Seitdem ist sie als Trainerin tätig.